# Magnée
Magnée is een dorpje in de Belgische provincie Luik en een deelgemeente van Fléron. Het ligt net ten zuiden van het centrum van Fléron, en is door lintbebouwing en woonuitbreiding vergroeid met Romsée, Fléron-centrum en Beyne-Heusay. Tot 1 januari 1977 was het een zelfstandige gemeente.

## Geschiedenis
Magnée maakte oorspronkelijk deel uit van het Karolingische Domein van Jupille, dat in 1008 aan de Bisschop van Verdun werd geschonken. In 1266 kwam het aan de Bisschoppelijke tafel van Luik.
In de Franse tijd werd het een zelfstandige gemeente, die in 1977 bij de fusiegemeente Fléron werd gevoegd.
Op 6 augustus 1914, tijdens de Duitse invasie, werden 17 burgers vermoord en 14 huizen verwoest.

## Demografische ontwikkeling
- Bronnen:NIS, Opm:1831 tot en met 1970=volkstellingen, 1976= inwoneraantal op 31 december

## Bezienswaardigheden

Sint-Antonius van Paduakerk

- Sint-Antonius van Paduakerk
- Diverse historische boerderijen
- Watertoren

## Natuur en landschap
Magnée ligt in het Land van Herve op een hoogte van ongeveer 240 meter. Naar het noorden en westen toe is het gebied verstedelijkt, naar het zuiden toe vindt men hellingbossen en het dal van de Magne, naar het oosten toe landelijk gebied. De fruitteelt is belangrijk in deze regio.

## Nabijgelegen kernen
Romsée, Prayon, Forêt, Fléron